# Curodesmus guatemalensis
Curodesmus guatemalensis är en mångfotingart som beskrevs av Chamberlin 1922. Curodesmus guatemalensis ingår i släktet Curodesmus och familjen Rhachodesmidae. Inga underarter finns listade i Catalogue of Life.